# Karel Šrédl
Karel Šrédl (* 24. srpna 1951 Praha) je vysokoškolský pedagog zabývající se tématem znalostní ekonomiky.

## Život
Absolvoval Výrobně ekonomickou fakultu VŠE v Praze a Filozofickou fakultu Univerzity Karlovy v Praze. V roce 1983 obhájil na VŠE dizertační práci na téma Efektivnost veřejné dopravy. V roce 2003 habilitoval prací Efektivnost vzdělávání a stal se docentem v oboru veřejná ekonomie.

## Pedagogická činnost
V současné době působí jako docent na Provozně ekonomické fakultě České zemědělské univerzity v Praze, a na Fakultě jaderné a fyzikálně inženýrské ČVUT, kde přednáší v kurzech ekonomické teorie, znalostní ekonomiky a teorie firmy. Též dlouhodobě spolupracuje s Husitskou teologickou fakultou Univerzity Karlovy v oblasti vědy a výzkumu.